# 국도 제75호선

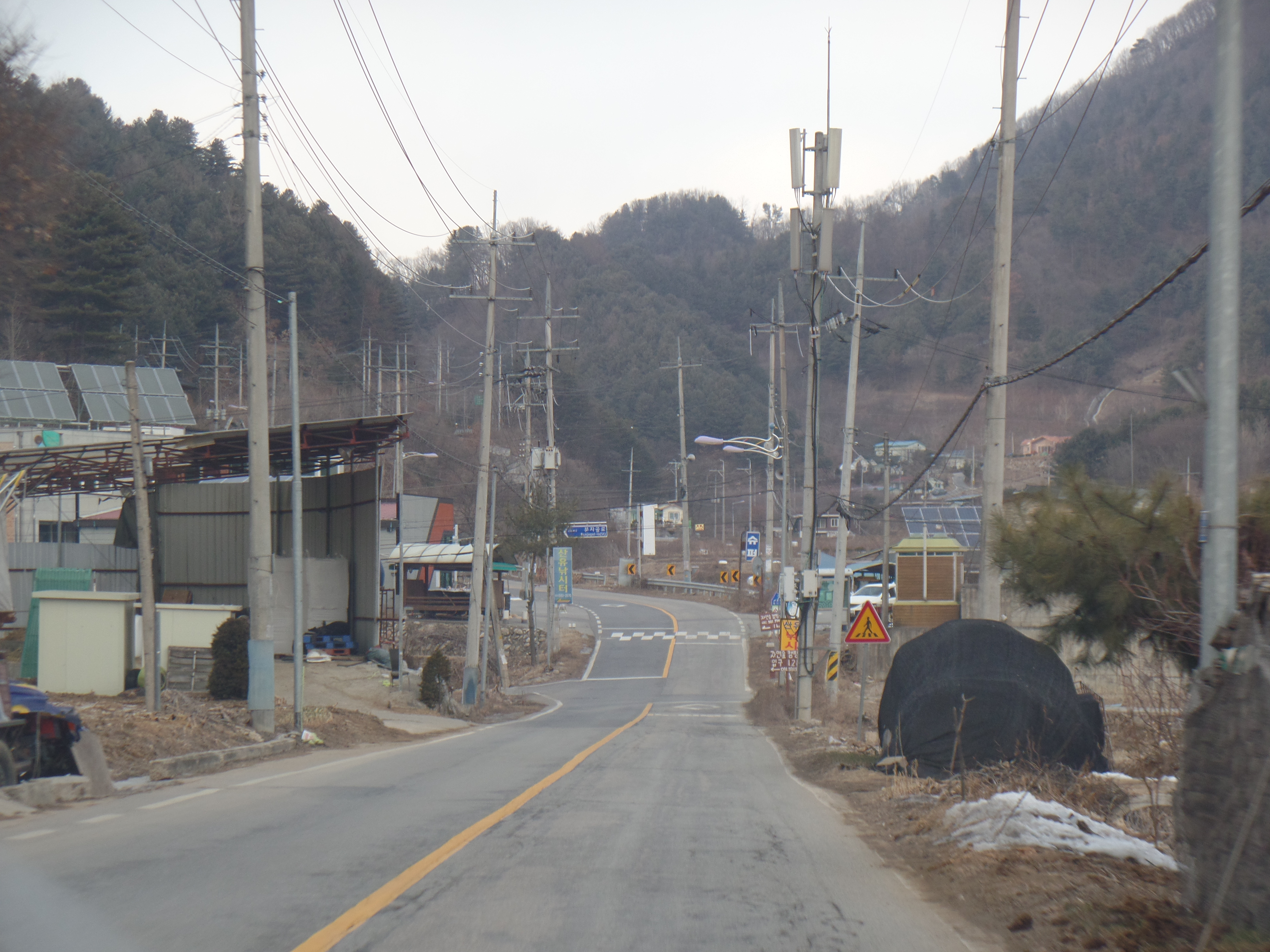
유동삼거리를 경유하고 있는 국도 75호

국도 제75호선 (가평 ~ 화천선, 國道第七十五號 加平華川線)은 경기도 가평군 설악면 신천리 신천 교차로와 강원특별자치도 화천군 사내면 사창리를 연결하는 대한민국의 일반 국도이다.

## 역사
- 2001년 8월 25일 : '가평 ~ 화천선'으로 국도 제75호선을 새로 신설함.[1]
- 2002년 2월 : 국도로 승격된 가평군 설악면 가일리 ~ 방일리 7 km 구간, 가평군 설악면 설곡리 ~ 위곡리 5.1 km 구간, 가평군 외서면 고성리 ~ 북면 적목리 54.1 km 구간 개통[2]
- 2015년 3월 27일 : 시점을 가평군 설악면 방일리에서 설악면 신천리 신천삼거리로 변경[3]
- 2017년 12월 15일 : 설악 ~ 청평간 도로(가평군 설악면 신천리 신천 교차로 ~ 청평면 고성리 고성 교차로) 3.9 km 구간 신설 개통[4]
- 2024년 11월 7일 : 달전지구(가평군 가평읍 달전리) 644m 구간 확장 개통, 기존 745m 구간 폐지[5]
- 2024년 11월 22일 : 복장지구(가평군 가평읍 복장리) 343m 구간 개량 개통[6]

## 주요 경유지
경기도
- 가평군 (설악면 · 청평면 · 가평읍 · 북면)

강원특별자치도
- 화천군 사내면

## 노선

### 경기도
| 이름                                             | 접속 노선                                      | 소재지 | 소재지                  | 비고      |
| ------------------------------------------------ | ---------------------------------------------- | ------ | ----------------------- | --------- |
| 신천 교차로                                      | 국도 제37호선 국가지원지방도 제86호선 (유명로) | 가평군 | 설악면                  | 기점      |
| 석촌 교차로                                      | 자잠로23번길                                   | 가평군 | 설악면                  |           |
| 창의천교                                         |                                                | 가평군 | 설악면                  |           |
| 선촌1 교차로                                     | 미사리로                                       | 가평군 | 설악면                  |           |
| 울업천교                                         |                                                | 가평군 | 설악면                  |           |
| 울업 교차로                                      | 자잠로                                         | 가평군 | 설악면                  |           |
| 신선봉터널                                       |                                                | 가평군 | 설악면                  | 연장 924m |
| 가평대교                                         |                                                | 가평군 | 설악면                  |           |
|                                                  | 청평면                                         | 가평군 |                         |           |
| 고성 교차로                                      | 지방도 제391호선 (호반로)                      | 가평군 | 지방도 제391호선과 중복 |           |
| (이름 없음)                                      | 상지로                                         | 가평군 | 지방도 제391호선과 중복 | 가평읍    |
| (산유리유동)                                     | 지방도 제391호선 (북한강변로)                  | 가평군 | 지방도 제391호선과 중복 | 가평읍    |
| 갈치고개 장승고개                                |                                                | 가평군 |                         | 가평읍    |
| 현충탑                                           | 지방도 제391호선 (북한강변로)                  | 가평군 | 지방도 제391호선과 중복 | 가평읍    |
| 가평역삼거리                                     | 문화로                                         | 가평군 | 지방도 제391호선과 중복 | 가평읍    |
| 오목교 가평고교입구                              |                                                | 가평군 | 지방도 제391호선과 중복 | 가평읍    |
| 가평오거리                                       | 국도 제46호선 (경춘로) 석봉로                  | 가평군 | 지방도 제391호선과 중복 | 가평읍    |
| 가평소방서                                       |                                                | 가평군 | 지방도 제391호선과 중복 | 가평읍    |
| 읍내파출소앞삼거리                               | 비석거리길                                     | 가평군 | 지방도 제391호선과 중복 | 가평읍    |
| 가평터미널 가평경찰서 가평읍 행정복지센터        |                                                | 가평군 | 지방도 제391호선과 중복 | 가평읍    |
| 읍내사거리                                       | 보납로                                         | 가평군 | 지방도 제391호선과 중복 | 가평읍    |
| 가평군보건소 의정부지방법원 가평군법원           |                                                | 가평군 | 지방도 제391호선과 중복 | 가평읍    |
| 신미식품앞삼거리                                 | 석봉로                                         | 가평군 | 지방도 제391호선과 중복 | 가평읍    |
| 계량교                                           | 문화로 가평제방길                              | 가평군 | 지방도 제391호선과 중복 | 가평읍    |
| 승안삼거리                                       | 용추로 계량촌길                                | 가평군 | 지방도 제391호선과 중복 | 가평읍    |
| 마장교                                           | 각담말길                                       | 가평군 | 지방도 제391호선과 중복 | 가평읍    |
| 노루목고개                                       |                                                | 가평군 | 지방도 제391호선과 중복 | 가평읍    |
|                                                  | 북면                                           | 가평군 | 지방도 제391호선과 중복 |           |
| 목동교                                           |                                                | 가평군 | 지방도 제391호선과 중복 |           |
| 목동삼거리                                       | 지방도 제391호선 (화악산로)                    | 가평군 | 지방도 제391호선과 중복 |           |
| 목동버스터미널 목동초등학교(폐교) 목동2교 제령교 |                                                | 가평군 |                         |           |
| (백둔리입구)                                     | 백둔로                                         | 가평군 |                         |           |
| 도대리상교 도대1교 도대리교                      |                                                | 가평군 |                         |           |
| 관청교                                           | 관청큰골길                                     | 가평군 |                         |           |
| 명화동삼거리                                     | 지방도 제368호선 (논남기길)                    | 가평군 |                         |           |
| 목동초등학교 명지분교 삼팔교                     |                                                | 가평군 |                         |           |
| 도마치                                           |                                                | 가평군 | 해발 690m               |           |

기존 구간 (2015년 이전 노선)
- 가평군 방일리 - 양방교 - 방일초등학교 - 방일1리마을회관 - 구정마을 - 양방교 - (활골) - 마치고개 - 위곡3리마을회관 - 창촌교 - (창말입구) - 송산리 - 고성리

### 강원특별자치도
| 이름                    | 접속 노선                                        | 소재지 | 소재지 | 비고      |
| ----------------------- | ------------------------------------------------ | ------ | ------ | --------- |
| 도마치                  |                                                  | 화천군 | 사내면 | 해발 690m |
| 도마치교 반암교         |                                                  | 화천군 | 사내면 |           |
| 광덕초등학교            | 지방도 제463호선 (포화로)                        | 화천군 | 사내면 |           |
| 사내중학교 사내고등학교 | 지방도 제391호선 (화악산로)                      | 화천군 | 사내면 |           |
| 사내파출소              | 사내로                                           | 화천군 | 사내면 |           |
| 사내면사무소 창암교     |                                                  | 화천군 | 사내면 |           |
| 사창리                  | 국도 제56호선 국가지원지방도 제56호선 (수피령로) | 화천군 | 사내면 | 종점      |

## 도로명
경기도
- 가평군 설악면 신천 교차로 ~ 청평면 고성 교차로 : 신선봉로
- 가평군 청평면 고성 교차로 ~ 가평읍 가평오거리 : 호반로
- 가평군 가평읍 가평오거리 ~ 북면 도마치 : 가화로

강원특별자치도
- 화천군 사내면 도마치 ~ 광덕초등학교 : 가화로
- 화천군 사내면 광덕초등학교 ~ 사창리 : 포화로